# Cellaria punctata
Cellaria punctata är en mossdjursart som först beskrevs av Busk 1852.  Cellaria punctata ingår i släktet Cellaria och familjen Cellariidae. Inga underarter finns listade i Catalogue of Life.